# Merkur Privatbank
Die Merkur Privatbank KGaA ist eine eigentümergeführte börsennotierte deutsche private Bank mit Sitz in München.

## Geschichte
1959 wurde von Zanwel Horowicz, Motek und Hela Horowicz das Unternehmen Merkur Bank Horowicz KG gegründet. Damals beschränkte sich die Geschäftstätigkeit auf den Verkauf von Medaillen und Sorten.
Eine Investorengruppe unter der Führung des schwäbischen Unternehmers Siegfried Lingel übernahm 1986 die Merkur Bank Horowicz KG und gründete die Merkur Bank GmbH & Co. KG. Die Merkur Bank nahm daraufhin das Universalbankgeschäft, zunächst mit dem Schwerpunkt Bauträgerfinanzierung, auf.
1989 übernahm die Bank Teilbereiche der Bankhaus Sinzinger KG und dehnte damit die Geschäftstätigkeit nach Ingolstadt aus. Die Expansion in die neuen Bundesländer begann 1991 mit Eröffnung einer Filiale in Auerbach. In den Folgejahren folgten weitere in Treuen, Weimar, Jena, Markneukirchen und Plauen, sowie eine Repräsentanz für Bauträger in Stuttgart.

Blaues Logo um das Jahr 1990

Im November 1998 wurde die Bank in eine Kommanditgesellschaft auf Aktien umgewandelt. Seit 1999 ist die Aktie der Merkur Bank mit der Wertpapierkennnummer 814820 an der Börse München gelistet, seit 2005 im Börsensegment m:access.
2005 trat Marcus Lingel als persönlich haftender Gesellschafter ein. Am 14. November 2020 verstarb der persönlich haftende Gesellschafter Siegfried Lingel (1938–2020).
Im Oktober 2019 übernahm die Merkur Bank wesentliche Teile des Bankgeschäfts der Bank Schilling & Co und tritt seither unter der Marke Merkur Privatbank auf. Im Juli 2020 firmierte sie zur Merkur Privatbank KGaA um. Hierbei wurden auch 250 Mitarbeiter der Bank Schilling & Co übernommen.
Am 16. Juli 2024 wurde die Übernahme der in Hamburg ansässigen Otto M. Schröder Bank bekannt gegeben. Die Otto M. Schröder Bank teilte am 24. Oktober 2024 mit, dass die Übernahme nach Beratungen mit der Merkur Privatbank nicht weiter verfolgt wird.